# Levers Zeepmaatschappij

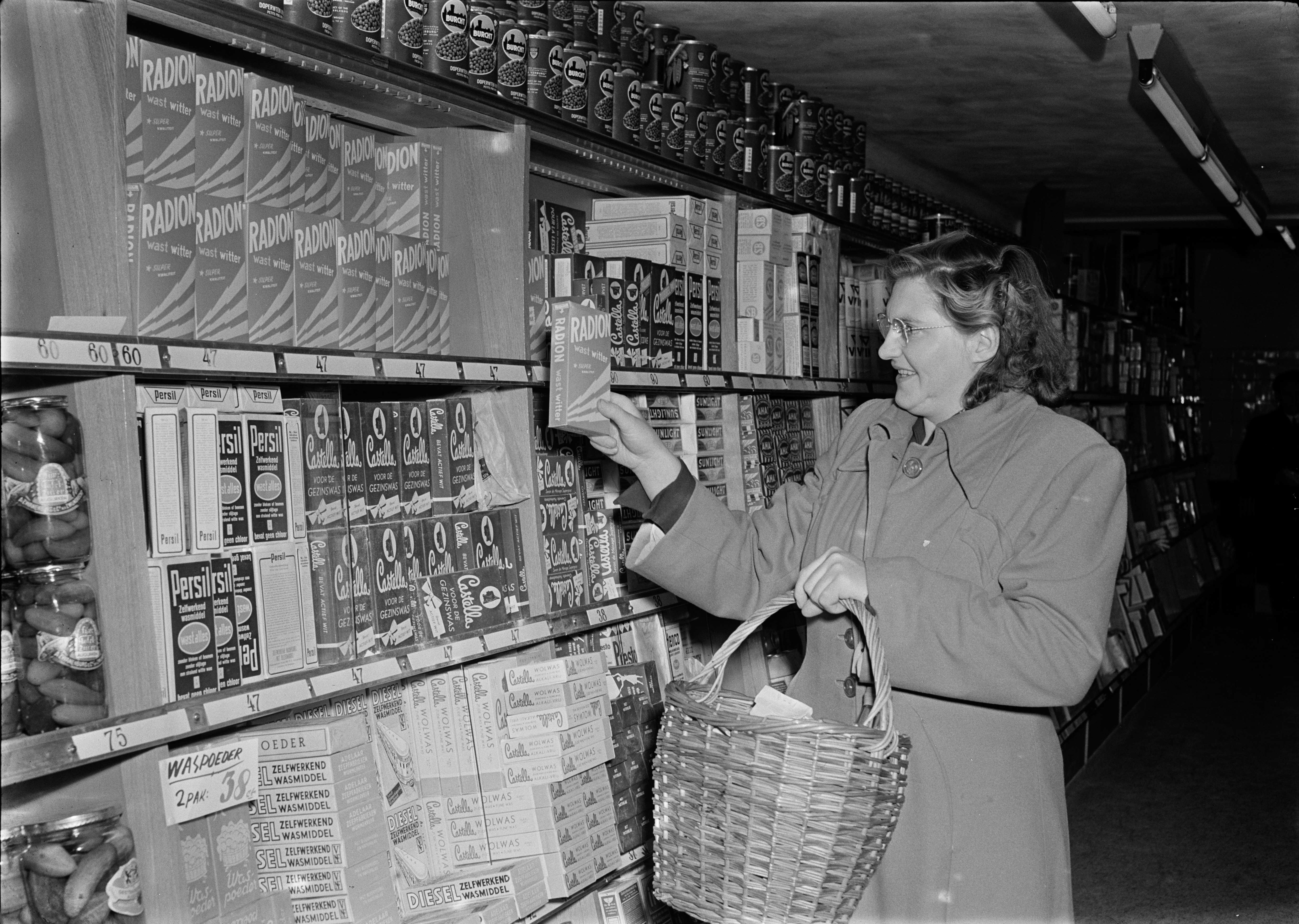
Demonstratie winkel Levers Zeep Maatschappij (1951)

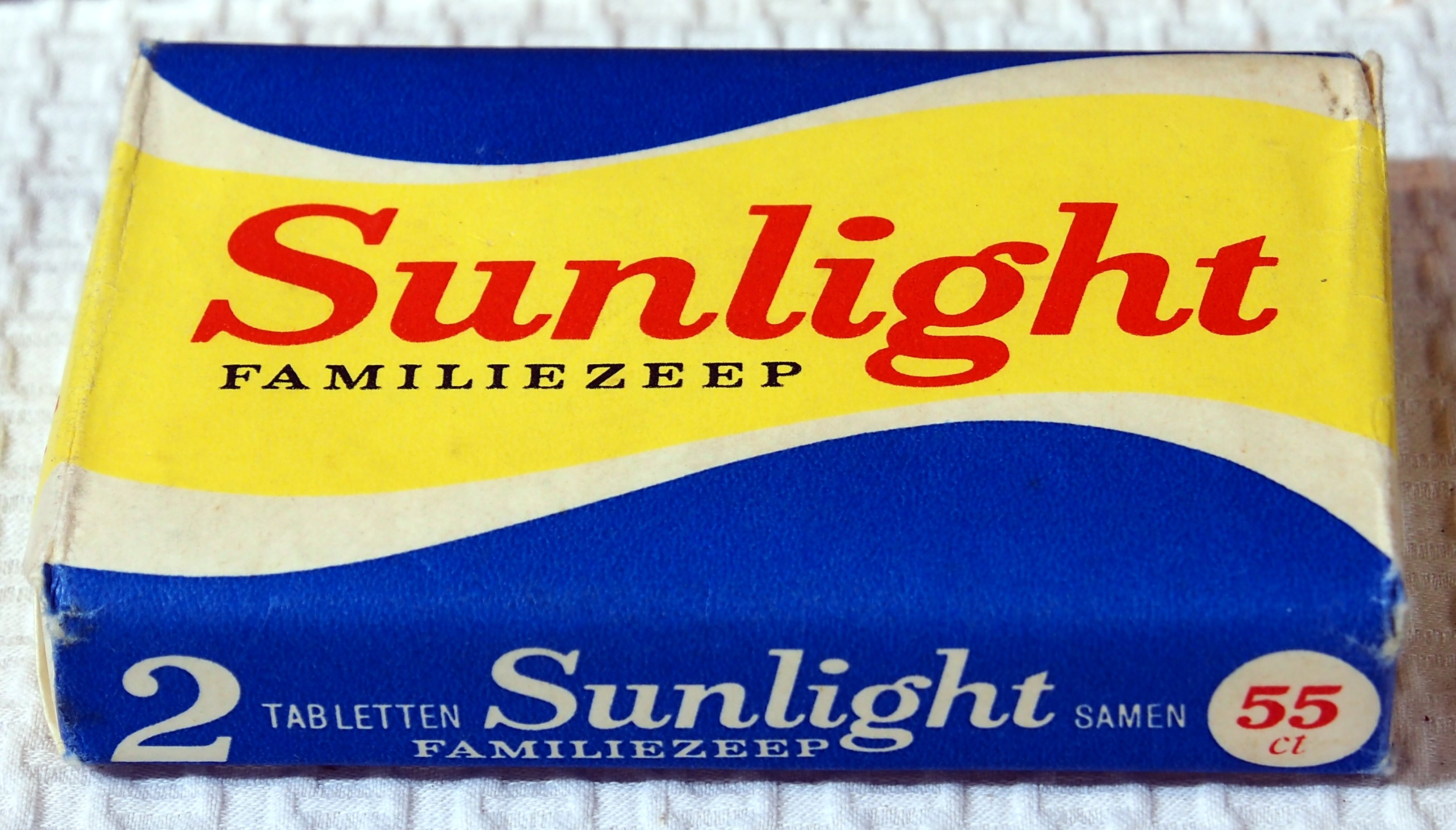
Sunlight zeep

Levers Zeepmaatschappij of Lever's Zeep Maatschappij (LZM) is een zeepfabriek te Vlaardingen die bestond van 1909 tot 2008.

## Geschiedenis

### Fabriek
Nadat Lever Brothers in 1907 te Schiedam een verkoopkantoor had geopend, teneinde Sunlightzeep op de Nederlandse markt te brengen, wilde het bedrijf ook een fabriek in Nederland vestigen. Daartoe werd in 1909 een stuk grond te Vlaardingen gekocht.
Pas in 1913 werd de eerste paal geslagen en in 1917 vond de eerste productie plaats. Eerste en voorlopig enige product was Sunlightzeep, waar intensief reclame voor werd gemaakt. In 1921 bracht LZM ook het schuurpoeder Vim op de markt, in 1922 gevolgd door het zeeppoeder Rinso, dat gebruikt werd als wasmiddel en een eind maakte aan de zware arbeid. In 1929 werd ook het toiletzeepmerk Lux geïntroduceerd.
In 1930 ging Lever Brothers met Margarine Unie samen en vormde Unilever. Een aantal afdelingen verhuisde van Vlaardingen naar het Unilevergebouw te Rotterdam.
De Tweede Wereldoorlog bracht grondstoffengebrek met zich mee. Veel producten konden niet meer worden vervaardigd. Op 14 februari 1945 werd het fabrieksterrein gevorderd om te worden ingericht als lanceerbasis voor V1-raketten. Dit leidde tot een bombardement door de Engelsen op 23 maart 1945. Na de bevrijding kon de productie op 7 september 1945 weer worden hervat. Op 3 april 1952 werd het synthetisch wasmiddel Omo op de markt gebracht. In 1954 volgde Sunil, in 1958 Lux Vloeibaar en in 1960 het schoonmaakmiddel Andy. In 1971 kwam het wasmiddel Bontkracht op de markt, alsmede het vloeibaar schuurmiddel Jif. Dit alles en meer werd in Vlaardingen geproduceerd.

### Laboratorium
Naast de fabriek werd op 16 november 1956 het Unilever Research Laboratorium officieel geopend door Willem Drees. De activiteiten namen toe en in 1963 bleek uit onderzoek dat er meer mensen en ruimte nodig was. Men besloot een nieuw laboratorium te bouwen met negen verdiepingen, Laboratorium IV, later gebouw A genoemd. Op 1 april 1969 vond de officiële opening plaats en daarmee was de onderzoeksruimte meer dan verdubbeld.
Levers Zeepmaatschappij veranderde enkele malen van naam. In 1976 werd de naam Lever Sunlight, in 1986 Lever B.V. en in 1998 Lever Fabergé Sourcing Unit Vlaardingen.  Het bedrijf ging zich specialiseren in vloeibare huishoudelijke reinigingsmiddelen, waaronder de internationale merken Cif en Domestos. De productie nam toe tot 150 miljoen flacons per jaar.

## Sluiting en herontwikkeling
Niettemin werd de fabriek, samen met twee andere Unilever-fabrieken, in 2008 gesloten. Daar werkten ongeveer 750 mensen vooral actief om nieuwe producten te ontwikkelen. Ruim 300 functies uit Vlaardingen zijn overgegaan naar een nieuw innovatiecentrum voor voeding in Wageningen. Verder gaan 200 medewerkers die zich bezig houden met margarine naar de margarinefabriek in Rotterdam. De afdelingen voor de ontwikkeling van huishoudelijke en verzorgingsproducten worden geconcentreerd in het Verenigd Koninkrijk.
Na het vertrek heeft de gemeente het voormalige Unilever terrein een herbestemming gegeven als gemengde stadswijk met circa 750 woningen. Verder komt er een mbo-campus en is er ruimte gereserveerd voor diverse voorzieningen, zoals gezondheidscentrum en horeca. De wijk wordt vrijwel volledig autovrij met parkeerplekken langs de rand. Het voormalige markante Unileverkantoor wordt verbouwd met lofts en appartementen. Op 13 maart 2024 is het bestemmingsplan District U/Maaswijk-West onherroepelijk vastgesteld.